# Ward (administrativ enhet)

Karta över Kapstadens storstadskommun med alla ward.

En ward är i en del länder en typ av administrativ enhet, och avser normalt ett mindre valdistrikt inom exempelvis en stad, kommun eller ett större distrikt. Man finner denna typ av administrativa enheter i huvudsak i en del engelskspråkiga länder som Australien, Kanada, Nya Zeeland, Storbritannien, Sydafrika, Tanzania (kallas där även shehia) och USA. 